# Simon Callow
Simon Phillip Hugh Callow (Streatham, 15 giugno 1949) è un attore, regista e sceneggiatore britannico.

## Biografia
Famoso per le sue interpretazioni di Oscar Wilde a teatro e per le sue biografie su Orson Welles e Charles Laughton, il suo debutto è stato nel 1973 con The Thrie Estates in un teatro di Edimburgo, mentre al cinema è apparso per la prima volta nel 1984, con il kolossal Amadeus del regista Miloš Forman. Per la sua regia del musical teatrale Carmen Jones nel 1991 ha vinto il Premio Laurence Olivier, massimo riconoscimento del teatro britannico.

## Vita privata
Ha dichiarato la propria omosessualità nel 1984 e dal 2016 è sposato con Sebastian Fox.

## Filmografia parziale

### Attore

#### Cinema
- Amadeus, regia di Miloš Forman (1984)
- The Good Father - Amore e rabbia (The Good Father), regia di Mike Newell (1985)
- Camera con vista (A Room with a View), regia di James Ivory (1985)
- Maurice, regia di James Ivory (1987)
- Manifesto, regia di Dušan Makavejev (1988)
- Cartoline dall'inferno (Postcards from the Edge), regia di Mike Nichols (1990)
- Mr. & Mrs. Bridge, regia di James Ivory (1990)
- Casa Howard (Howards End), regia di James Ivory (1992)
- Soft Top Hard Shoulder, regia di Stefan Schwartz (1992)
- Quattro matrimoni e un funerale (Four Weddings and a Funeral), regia di Mike Newell (1994)
- Street Fighter - Sfida finale (Street Fighter: The Ultimate Battle), regia di Steven E. de Souza (1994)
- Jefferson in Paris, regia di James Ivory (1995)
- Ace Ventura - Missione Africa (Ace Ventura: When Nature Calls), regia di Steve Oedekerk (1995)
- England, My England, regia di Tony Palmer (1995)
- Victory, regia di Mark Peploe (1996)
- The Scarlet Tunic, regia di Stuart St. Paul (1998)
- Camere e corridoi (Bedrooms and Hallways), regia di Rose Troche (1998)
- Shakespeare in Love, regia di John Madden (1998)
- Junk, regia di Ted Schillinger (1999)
- No Man's Land (Ničija zemlja), regia di Danis Tanović (2001)
- Pantaloncini a tutto gas (Thunderpants), regia di Peter Hewitt (2002)
- Bright Young Things, regia di Stephen Fry (2003)
- George and the Dragon, regia di Tom Reeve (2004)
- Il fantasma dell'Opera (The Phantom of the Opera), regia di Joel Schumacher (2004)
- The Civilization of Maxwell Bright, regia di David Beaird (2005)
- Il ritorno di Mr. Ripley (Ripley Under Ground), regia di Roger Spottiswoode (2005)
- Rag Tale, regia di Mary McGuckian (2005)
- Non dire sì - L'amore sta per sorprenderti (The Best Man), regia di Malcolm D. Lee (2005)
- Arn - L'ultimo cavaliere (Arn - Tempelriddaren) regia di Peter Flinth (2007)
- Chemical Wedding, regia di Julian Doyle (2008)
- Late Bloomers, regia di Julie Gavras (2011)
- In cucina niente regole (Love's Kitchen), regia di James Hacking (2011)
- Mindhorn, regia di Sean Foley (2016)
- Il palazzo del Viceré (Viceroy's House), regia di Gurinder Chadha (2017)
- Vittoria e Abdul (Victoria and Abdul), regia di Stephen Frears (2017)
- Appuntamento al parco (Hampstead), regia di Joel Hopkins (2017)
- Dickens - L'uomo che inventò il Natale (The Man Who Invented Christmas), regia di Bharat Nalluri (2017)
- Blue Iguana, regia di Hadi Hajaig (2018)
- Winnie-the-Pooh - Sangue e Miele 2 (Winnie-the-Pooh: Blood and Honey 2), regia di Rhys Frake-Waterfield (2024)

#### Televisione
- Sherlock Holmes - Il mistero del crocifero di sangue (The Crucifer of Blood ), regia di Fraser Clarke Heston – film TV (1991)
- Angels in America – miniserie TV, 1 puntata (2003)
- Miss Marple (Agatha Christie's Marple) – serie TV, episodio 1x01 (2004)
- Bob - Un maggiordomo tutto fare (Bob the Butler), regia di Gary Sinyor – film TV (2005)
- Roma (Rome) – serie TV, episodio 1x06 (2005)
- Ice – miniserie TV, 2 puntate (2011)
- Doctor Who – serie TV, 2 episodi (2005-2011)
- Poirot (Agatha Christie's Poirot) – serie TV, episodio 13x04 (2013)
- Outlander – serie TV, 5 episodi (2015-2016)
- L'ispettore Barnaby (Midsomer Murders) - serie TV, episodi 9x02-19x06 (2006-2017)
- Delitti in Paradiso (Death in Paradise) – serie TV, episodio 7x03 (2018)
- Hawkeye - miniserie TV, episodio 1 (2021)
- The Amazing Mr. Blunden, regia di Mark Gatiss – film TV (2021)
- The Witcher – serie TV, 2 episodi (2021-2023)
- Étoile – serie TV, 8 episodi (2025)

### Doppiaggio
- James e la pesca gigante (James and the Giant Peach), regia di Henry Selick (1996)
- Christmas Carol: The Movie, regia di Jimmy T. Murakami (2001)
- Shoebox Zoo – serie TV, 12 episodi (2004)

### Regista
- La ballata del caffè triste (The Ballad of the Sad Café) (1991)

## Teatro (parziale)

### Regista
- La Machine Infernale di Jean Cocteau. Lyric Theatre di Londra (1986)
- Così fan tutte, libretto di Lorenzo Da Ponte, colonna sonora di Wolfgang Amadeus Mozart. Scottish Opera di Glasgow (1988)
- Macbeth, libretto di Francesco Maria Piave, colonna sonora di Giuseppe Verdi. Scottish Opera di Glasgow (1988)
- Shirley Valentine di Willy Russell. Vaudeville Theatre di Londra (1988), Booth Theatre di Broadway (1989)
- Carmen Jones, libretto di Oscar Hammerstein II, colonna sonora di Georges Bizet. Old Vic di Londra (1991)
- My Fair Lady, libretto di Alan Jay Lerner, colonna sonora di Frederick Loewe. Alhambra Theatre di Bradford (1992)
- Il Trittico, libretto di Giovacchino Forzano e Giovacchino Forzano, colonna sonora di Giacomo Puccini. Broomhill Trust del Kent (1995)
- Il console, libretto e colonna sonora di Gian Carlo Menotti. Hollan Park Opera di Londra (1999)
- The Pajama Game, libretto di George Abbott e Richard Bissell, musica e parole di Richard Adler e Jerry Ross. Victoria Palace Theatre di Londra (1999)
- Le roi malgré lui, libretto Émile de Najac e Paul Burani, colonna sonora di Emmanuel Chabrier. Holland Park Opera di West Horsley (2003)

### Attore
- Tito Andronico di William Shakespeare, regia di Adrian Noble. New Vic di Bristol (1977)
- Come vi piace di William Shakespeare, regia di John Dexter. National Theatre di Londra (1979)
- Amadeus di Peter Shaffer, regia di Peter Hall. National Theatre di Londra (1979)
- Vita di Galileo di Bertolt Brecht, regia di John Dexter. National Theatre di Londra (1980)
- Faust di Johann Wolfgang von Goethe, regia di David Freeman. Lyric Theatre di Londra (1989)
- Il bacio della donna ragno di Manuel Puig, regia di Simon Stokes. Bush Theatre di Londra (1992)
- L'alchimista di Ben Jonson, regia di Bill Alexander. National Theatre di Londra (1996)
- The Woman in White, libretto di Charlotte Jones, testi di David Zippel, colonna sonora di Andrew Lloyd Webber, regia di Trevor Nunn. Palace Theatre di Londra (2004)
- Il divo Garry di Noël Coward, regia di Michael Rudman. Theatre Royal di Bath (2006)
- Le allegre comari di Windsor di William Shakespeare, regia di Gregory Doran. Royal Shakespeare Theatre di Stratford-upon-Avon (2006)
- Equus di Peter Shaffer, regia di Thea Sharrock. Minerva Theatre di Chichester, tour UK (2008)
- Aspettando Godot di Samuel Beckett, regia di Sean Mathias. Haymarket Theatre e tour britannico (2009)
- La dodicesima notte di William Shakespeare, regia di Peter Hall. National Theatre di Londra (2011)
- Canto di Natale da Charles Dickens. Arts Theatre di Londra (2011)
- Being Shakespeare di Jonathan Bate. Broadway Playhouse di Chicago (2012), Harold Pinter Theatre di Londra (2014)

## Doppiatori italiani
Nelle versioni in italiano delle opere in cui ha recitato, Simon Callow è stato doppiato da:
- Pietro Biondi in Quattro matrimoni e un funerale, Outlander, Il palazzo del Viceré
- Ambrogio Colombo in Appuntamento al parco, The Amazing Mr. Blunden, Winnie the Pooh: Tutto sangue e niente miele
- Luca Biagini in Maurice, Hawkeye
- Saverio Moriones in Angels in America, Doctor Who (st. 1)
- Giampaolo Saccarola in Amadeus
- Renato Cortesi in Camera con vista
- Sandro Iovino in Street Fighter - Sfida finale
- Franco Zucca in Camere e corridoi
- Bruno Alessandro in Ace Ventura - Missione Africa
- Vittorio Congia in Shakespeare in Love
- Rino Bolognesi in George and the Dragon
- Carlo Reali in Il fantasma dell'Opera
- Stefano Alessandroni in Doctor Who (st. 6)
- Angelo Maggi in Vittoria e Abdul
- Dario Oppido in Dickens - L'uomo che inventò il Natale
- Dario Penne in Miss Marple - C'è un cadavere in biblioteca
- Ennio Coltorti in Poirot
- Gino La Monica in The Witcher
- Mino Caprio in Ètoile
- Oreste Baldini in Amadeus (ridoppiaggio)

Da doppiatore è sostituito da:
- Antonio Sanna in James e la pesca gigante
- Oliviero Dinelli in Canto di Natale - Il film
- Diego Reggente in Shoebox Zoo

## Pubblicazioni
- Being an actor, Penguin Books, 1985, ISBN 0140076824
- Charles Laughton: a difficult actor, Methuen Drama, 1988, ISBN 0413189309
- Acting in Restoration Comedy, Applause Theatre & Cinema Book Publishers, 1991, ISBN 155783119X